# BattlEye
BattlEye是一款专有的反作弊软件，旨在检测在网络游戏中使用外挂或滥用漏洞的玩家。它最初于2004年作为《戰地風雲：越南》的第三方反作弊软件发布，此后被众多游戏（主要是射击游戏）采用，如《絕地求生》、《武裝行動3》、《命运2》、《DayZ》、《俠盜獵車手Online》 
BattlEye由德国公司BattlEye Innovations e. K.开发，总部位于罗伊特林根。
BattlEye支持Valve的Proton兼容层，并且可在Steam Deck上使用。

## 技术
BattlEye在后台进程中不断更新，在内核级别与游戏交互。BattlEye称他们设计了针对作弊者的全域封禁系统，该系统会收集作弊者的硬件信息，并根据指纹阻止玩家切换帐户以绕过封禁。

## 使用了BattlEye的游戏
- 武装突袭2（2009年）[8]
- 行星边际2（2012年）[5]
- 武裝行動3（2013年）[5]
- 虹彩六號：圍攻行動（2015）[9]
- 英雄與將軍（2016年）
- 逃离塔科夫（2017年）[10]
- 方舟：生存进化（2017年）[5]
- 未轉變者（2017年）[5]
- 命运2（2017年）[4]
- 絕地求生（2017年）[11][12]
- 火線獵殺：野境（2017年）
- Atlas（英语：Atlas_(video_game））（2018年）[5]
- Z1大逃杀（2018年）
- DayZ（英语：DayZ (video game)）（2018年）[5][13]
- PlanetSide Arena（英语：PlanetSide Arena）（2019）
- 幽灵行动：断点（2019年）
- 看門狗：自由軍團（2020年）
- Arma Reforger（英语：Arma Reforger）（2022年）
- The Cycle: Frontier（英语：The Cycle: Frontier）（2022年）[14]
- 騎馬與砍殺II：領主（2022年）[5]
- 虹彩六號：撤離禁區（2022年）
- Tibia（英语：Tibia (video game)）（2023年）
- 聯合警戒Online（2023年）
- Ark: Survival Ascended（英语：Ark: Survival Ascended）（2023年）
- 怒海戰記（2024年）
- 極惡戰線（2024年）
- 应征入伍（2024年）
- 俠盜獵車手Online（2024年)[15]
- 戰爭雷霆 (War Thunder)